# Arthur B. McDonald
Arthur B. McDonald (ur. 29 sierpnia 1943 w Sydney, w prowincji Nowa Szkocja) – kanadyjski fizyk, laureat Nagrody Nobla w dziedzinie fizyki w 2015 roku.

## Praca naukowa
W 2000 roku Arthur McDonald, w eksperymentalnym ośrodku w kopalni w Kanadzie, badał neutrina powstające w reakcjach jądrowych zachodzących w Słońcu. Pomiary wykazały odchylenia, które wyjaśniono jako efekt przemiany neutrin pomiędzy różnymi typami. Oznacza to, że muszą one mieć masę. Model Standardowy opiera się jednak na założeniu, że neutrino nie mają masy, w związku z czym model ten musi zostać zmodyfikowany. Model Standardowy używany we współczesnej fizyce zakłada istnienie trzech typów bardzo małych i trudnych do wykrycia cząstek zwanych neutrino. 

## Życiorys
Jest absolwentem Wydziału Fizyki Dalhousie University w Halifaksie z 1965 roku. W 1969 roku uzyskał doktorat z zakresu fizyki jądrowej na California Institute of Technology w Pasadenie. Jego promotorem był przyszły laureat Nagrody Nobla, William Fowler. W latach 1970–1982 był pracownikiem naukowym ośrodka badań energii nuklearnej Chalk River Laboratories, a następnie w latach 1982–1989 profesorem fizyki na Uniwersytecie Princeton w stanie New Jersey. Od 1989 roku związany jest z kanadyjskim Queen’s University w Kingston, gdzie piastuje funkcję kierownika katedry oraz dyrektora podziemnego detektora neutrin Sudbury Neutrino Observatory.
Arthur McDonald jest żonaty i ma czworo dzieci.

## Nagrody i odznaczenia
W 2006 roku został officerem Orderu Kanady.
W 2009 został członkiem Royal Society w Londynie.
W 2015 roku został wraz z Takaaki Kajitą, laureatem Nagrody Nobla w dziedzinie fizyki za odkrycie oscylacji neutrin, które świadczą o fakcie, iż neutrina mają masę.